# 388e régiment d'artillerie
« 162e régiment d'artillerie de position de Tunisie » redirige ici. Pour les autres significations, voir 162e régiment.
Le 388e régiment d'artillerie de position de Tunisie (388e RAPT) est un régiment d'artillerie de l'Armée de terre française, servant en Tunisie au début de la Seconde Guerre mondiale.
Créé en septembre 1939 sous le nom de 162e régiment d'artillerie de position, il est renuméroté en novembre. Jusqu'à sa dissolution en août 1940, il défend la ligne Mareth à la frontière avec la Libye italienne et tient quelques positions d'artillerie côtière.

## Historique
Le 2 septembre 1939, à la mobilisation, le 162e régiment d'artillerie de position est formé à Gabès à partir d'un noyau de militaires d'active du 62e régiment d'artillerie d'Afrique. Les 1re, 2e et 3e batteries du régiment sont des batteries d'artillerie côtière, stationnées à Bizerte, Bouficha et Sfax, les batteries numérotées 10 à 15 sont positionnées dans le Sud tunisien. La 4e batterie est créée à Mareth en octobre.
Le 1er novembre 1939, le régiment est renommé 388e régiment d'artillerie de position de Tunisie car un autre 162e régiment d'artillerie de position existe sur la ligne Maginot en France.
Le matériel est varié : canons de 75 de campagne modèle 1897 ou de marine (modèle 1908), canons de 80 modèle 1877, canons de 90 modèle 1877 ou de marine (en), canon de 120 long modèle 1878, canons de 105 long modèle 1913 et canons de 155 long modèle 1916 (en) et modèle 1917.
Le régiment est dissous le 23 août 1940, sauf les 1re, 2e et 3e batteries qui subsistent jusqu'au 31 août 1940.

## Chef de corps
Le régiment est commandé par le lieutenant-colonel De Philip.

## Insigne

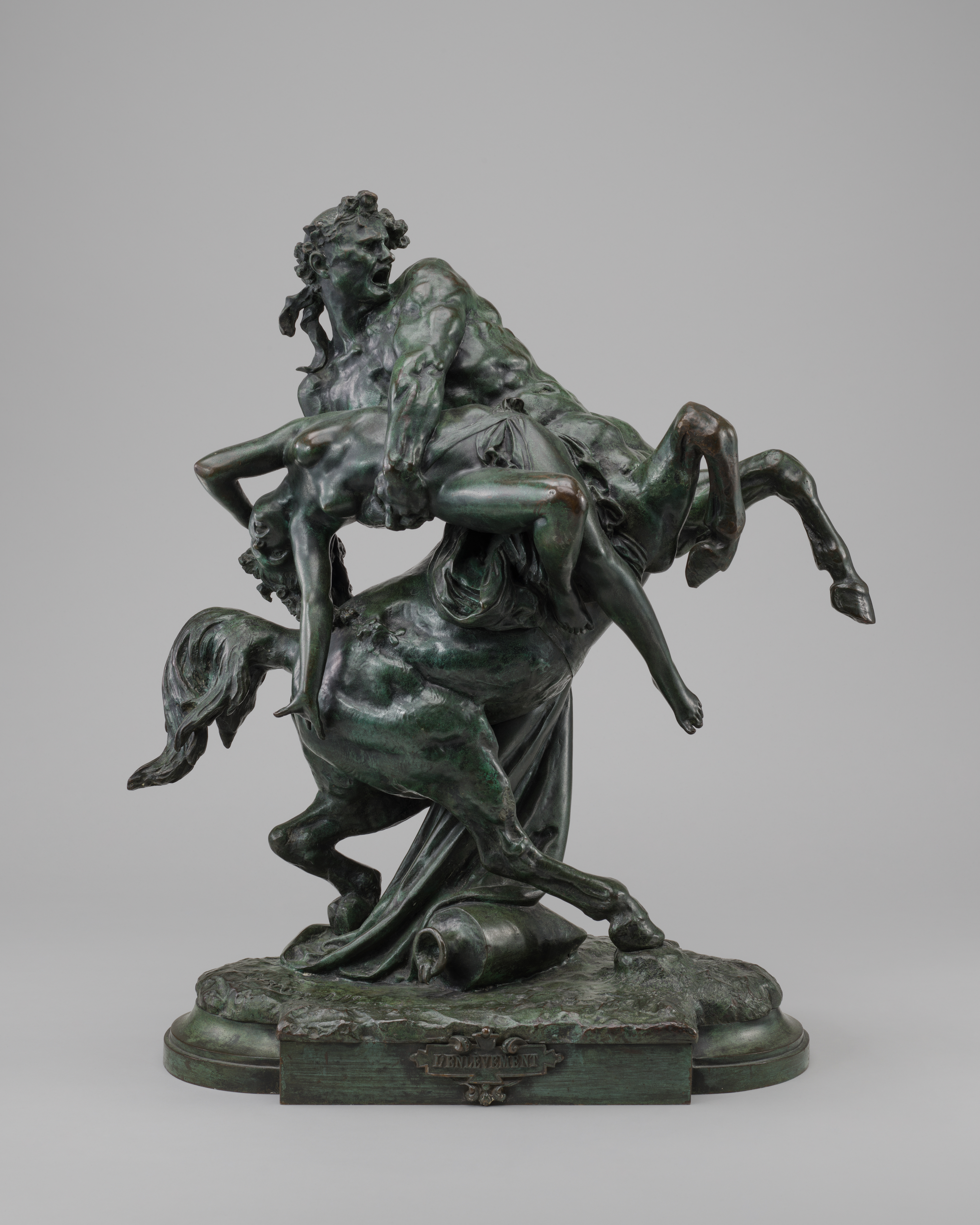
L'enlèvement d'Hippodamie, bronze des années 1870.

Le régiment a fait réaliser un insigne par l'entreprise Drago. Dans un jeu de mots avec son sigle RAPT, il présente une femme enlevée par un centaure, soit Hippodamie, fiancée du roi des Lapithes enlevée par Eurytion, soit Déjanire, épouse d'Héraclès enlevée par Nessos.